# Ougda
Ougda est un  village du Cameroun.  Situé dans le canton de Makilingaye, il appartient à l'arrondissement de Tokombéré, au département du Mayo-Sava  et à la région de l'Extreme-Nord.

## Population
La population du village est Mouyengue. En 1966, la localité comptait 220 habitants. Le recensement de 2005 dénombre 615 habitants à Ougda.